# Zora la vampira
Zora la vampire – włoska seria komiksowa z gatunku fumetti neri, której twórcami są scenarzysta Renzo Barbieri i rysownik Birago Balzano. Seria ukazywała się we Włoszech od 1972 roku, komiks był wydawany także we Francji od roku 1975.
Główną bohaterką serii komiksów była Zora Bapst, młoda i wyjątkowo atrakcyjna XIX wieczna arystokratka, która zostaje opętana przez ducha Drakuli i staje się tak jak on wampirem. Przygody ponętnej wampirzycy obfitują w bardziej lub mnie erotyczno-krwawe zdarzenia. Postać Zory jest wystylizowana na francuską aktorkę Catherine Deneuve, zwłaszcza we wcześniejszych albumach serii.
Komiks Zara la vampire to już klasyczne fumetti neri, które w niemal każdym odcinku obfitowało w sekwencje zdarzeń wypełnionych seksem i posoką. Dlatego też seria jest przeznaczona jedynie dla dojrzałego czytelnika, lokując się często w dziale z komiksową pornografią.
W 2000 roku powstał film na podstawie serii komiksów pod nie zmienionym tytułem Zora la vampira w reżyserii braci Marco Manettiego i Antonio Manettiego. Treść oraz parodystyczny ton filmu znacznie odbiega od papierowego pierwowzoru. Z kolei odbiór i ocena samego obrazu była różnoraka od pochwał do skrajnie negatywnej krytyki.